# Кондратюк, Елена Константиновна
Елена Константиновна Кондратюк (укр. Оле́на Костянти́нівна Кондратю́к; род. 17 ноября 1970, Львов) — украинский государственный деятель, политик. Заместитель председателя Верховной рады Украины IX созыва с 29 августа 2019 года.
Народный депутат Украины VI, VII, VIII и IX созывов от политической партии «Всеукраинское объединение Батькивщина», сопредседатель Парламентской ассамблеи Украины и Республики Польша. Заместитель Председателя Исполнительного комитета Национальной парламентской группы в Межпарламентском Союзе. Секретарь Комитета ВРУ по вопросам свободы слова и информполитики VIII созыва, заместитель члена делегации в Парламентской ассамблее ОБСЕ, Сопредседатель межфракционного депутатского объединения «Равные возможности». Бывший директор PR-агентства «Советник».

## Образование
- В 1993 году окончила исторический факультет Львовский национальный университет имени Ивана Франко.
- Кандидат исторических наук.
- Исследовала общественные движения на Украине.
- Ведущий эксперт в области связей с общественностью и рекламы[2].

## Политическая деятельность
С 2007 года — народный депутат от Блока Тимошенко. На выборах 2012 и 2014 переизбрана от партии «Батькивщина». Член Комитета ВРУ по вопросам свободы слова.
В 2007—2012 годах — заместитель члена делегации в делегации в Парламентском измерении Центральноевропейской инициативы.
В 2012—2014 годах — заместитель члена делегации в Парламентской ассамблее Совета Европы.
Автор 91 законопроекта: VIII созыва - 34 законопроекта (5 из которых стали законами), VII созыва - 28 (3 стали законами), VI созыва - 29 (13 стали законами).
Соавтор Закона Украины «Об обеспечении функционирования украинского языка как государственного». Согласно этому закону, с 16 января 2020 вся реклама на телевидении, радио и в печатных изданиях должна вестись только на украинском языке. Также закон обязывает всех представителей власти говорить на украинском и увеличивает количество украинского языка в СМИ.
В декабре 2011 года выступила одним из основателей межфракционного депутатского объединения «Равные возможности».
Кандидат в народные депутаты от «Батькивщины» на парламентских выборах 2019 года, № 5 в списке. По результатам выборов, избрана в Верховную Раду IX созыва.
В августе 2019 года выбрана заместителем Председателя Верховной Рады Украины IX созыва.
С 13 ноября 2020 по 29 ноября 2020 года — исполняющая обязанности Председателя Верховной Рады Украины.
В 2021 году Елена Кондратюк вошла в топ-100 успешных женщин Украины по версии журнала "Новое время".

## Критика
Активный лоббист законопроекта 3822-1 о квотах для украиноязычной песни. Этот законопроект должен был существенно уменьшить квоту для украиноязычной музыки, а также освобождал от квот станции, которые не могут ее выполнить.

## Награды
- Наградное оружие — пистолет «Форт-9»[14].

## Семья
Муж — Александр Богуцкий, директор-президент телеканала ICTV, член правления инвестиционно-консалтинговой компании EastOne. Воспитывают дочь Юстину.